# Stephen L. Posey
Stephen L. Posey, znany również jako Steve Posey, Stephan Possey i Stephen Posey (ur. 16 lutego 1949) – amerykański operator, reżyser i montażysta filmowy.